# ATP Champions Tour 2018

Das Logo der ATP Champions Tour 2018

Im Folgenden werden die Turniere der Herrentennis-Saison 2018 (ATP Champions Tour) dargestellt. Sie wurde wie die ATP World Tour und die ATP Challenger Tour von der Association of Tennis Professionals organisiert.

## Turnierplan
In der Saison 2018 fanden folgende Turniere statt:
| Datum         | Ort               | Turnier                                   | Belag1        | Sieger                                                              | Zweiter                                                                       | Dritter             | Vierter        |
| ------------- | ----------------- | ----------------------------------------- | ------------- | ------------------------------------------------------------------- | ----------------------------------------------------------------------------- | ------------------- | -------------- |
| 16.02.–18.02. | Delray Beach      | Delray Beach Open                         | Hartplatz     | Team International: Fernando González Greg Rusedski Guillermo Cañas | Team USA: John McEnroe Jan-Michael Gambill Jesse Levine Mardy Fish Jay Berger |                     |                |
| 24.05.–26.05. | Brüssel           | BNP Paribas Fortis Champions              | Rasen         | Xavier Malisse                                                      | Mark Philippoussis                                                            |                     |                |
| 22.06.–23.06. | Auchterarder      | Brodies Invitational                      | Hartplatz (i) | Mark Philippoussis                                                  | Tim Henman                                                                    |                     |                |
| 04.10.–07.10. | Palma de Mallorca | Legends Cup                               | Sand          | Tommy Haas                                                          | Carlos Moyá                                                                   | Juan Carlos Ferrero | Xavier Malisse |
| 06.12.–09.12. | London            | Champions Tennis at the Royal Albert Hall | Hartplatz (i) | Juan Carlos Ferrero                                                 | Tommy Haas                                                                    | Mark Philippoussis  | Xavier Malisse |

- 1 Das Kürzel „(i)“ (= indoor) bedeutet, dass das betreffende Turnier in einer Halle ausgetragen wurde.

## Rangliste
In dieser Saison wurde keine Rangliste veröffentlicht.